# Tahnée Seagrave
Tahnée Seagrave (* 15. Juni 1995 in London) ist eine britische Mountainbikerin, die sich auf die Disziplin Downhill spezialisiert hat.

## Sportlicher Werdegang
Im Alter von acht Jahren zogen die Eltern von Seagrave mit ihren Kindern nach Morzine in Frankreich. Zum Radsport kam sie durch ihre Eltern, die sie schon früh auf ihren Touren mitnahmen. Mit dem Downhill begann sie im Jahr 2007, im Jahr 2009 gründeten die Seagraves ihr eigenes MTB-Team ‚‚Follow my dream‘‘, um für Tahnée und ihren Bruder Kaos die notwendigen finanziellen Voraussetzungen für die Ausübung des Sports zu schaffen.
Ab 2012 startete Seagrave im UCI-Mountainbike-Weltcup, zunächst bei den Junioren. Bei den Mountainbike-Weltmeisterschaften 2012 gewann sie die Silbermedaille im Downhill, 2013 wurde sie Junioren-Weltmeisterin.
Im Jahr 2014 gewann sie die erste Medaille bei Weltmeisterschaften in der Elite, in der Saison 2015 stand sie erstmals auf dem Podium im Weltcup in der Elite und beendete die Saison auf Platz 3 der Weltcup-Gesamtwertung. Auch in der Saison 2015 stand sie fünfmal auf dem Podium bei Weltcup-Rennen, ihren ersten Sieg erzielte sie aber erst in der Saison 2016 beim Rennen in Leogang. Nachdem sie auch die letzten beiden Rennen gewinnen konnte, belegte sie Platz 2 in der Weltcup-Gesamtwertung. In der Saison 2018 erreichte sie wieder drei Einzelsiege im Weltcup und Platz zwei in der Weltcup-Gesamtwertung. Mit dem zweiten Platz bei den Weltmeisterschaften schob sie sich auch auf Platz zwei der Weltrangliste im Downhill.
Im Jahr 2019 gewann Seagrave das erste Rennen der Saison, nach einem Sturz und einer Verletzung im Training zum zweiten Rennen musste sie ihre Ambitionen auf den Gesamtweltcup aufgeben. Ihr erstes Rennen nach der Verletzungspause waren die Weltmeisterschaften, bei denen sie erneut die Silbermedaille gewann. Im Februar 2020 brach sie sich im Training ein Bein, durch die Verschiebung der Wettkampfsaison in den Herbst aufgrund der COVID-19-Pandemie konnte sie jedoch am Weltcup teilnehmen und stand zweimal als Dritte auf dem Podium. In der Saison 2021 konnte sie in Les Gets erneut ein Weltcup-Rennen für sich entscheiden.
Nachdem sie noch beim ersten Saisonrennen 2022 als Dritte auf dem Podium stand, zog sie sich bei einem Trainingssturz eine schwere Gehirnerschütterung zu, an deren physischen und psychischen Folgen sie für den Rest der Saison ausfiel. 2023 kehrte sie in den Weltcup zurück, bestes Saisonergebnis war der dritte Platz in Vallnord.

## Familie
Ihr jüngerer Bruder Kaos Seagrave ist ebenso professioneller Mountainbiker und im Downhill aktiv.

## Erfolge
2012
- Weltmeisterschaften (Junioren) – Downhill

2013
- Weltmeisterin (Junioren) – Downhill

2014
- Weltmeisterschaften – Downhill

2017
- drei Weltcup-Erfolge – Downhill

2018
- Weltmeisterschaften – Downhill
- drei Weltcup-Erfolge – Downhill

2019
- Weltmeisterschaften – Downhill
- ein Weltcup-Erfolg – Downhill

2021
- ein Weltcup-Erfolg – Downhill